# Conquista de Costa Rica
La colonización, exploración y conquista de Costa Rica por parte de expedicionarios españoles durante el siglo XVI fue resultado directo de la ola expansiva de la economía occidental de esta época, las mismas causas que provocaron el sometimiento del continente americano a los europeos. No obstante, en comparación con el resto de Hispanoamérica, en Costa Rica el proceso que lleva del descubrimiento de las costas del mar Caribe por Cristóbal Colón en el 1502, a la dominación efectiva del interior del país, hacia 1575-1580, se caracteriza por un amplio lapso transcurrido entre uno y otro: casi tres cuartos de siglo.
El estudio de las diversas expediciones en tan largo periodo permite agruparlas en dos etapas. En la primera, las exploraciones en el Caribe, caracterizadas por la férrea defensa de los indígenas, las condiciones geográficas adversas y las dificultades para obtener provisiones por parte de los conquistadores, que fueron factores que se conjugaron en provocar un fracaso en las sucesivas expediciones españolas. Solamente la Península de Nicoya logró caer efectivamente en poder de los españoles en 1520, merced a las expediciones lanzadas desde las ciudades de Granada y Panamá.
Durante la segunda etapa de la conquista, en la segunda mitad del siglo XVI, los españoles lograron establecerse en la región central del país e implantar su dominio sobre un gran número de pueblos indígenas, en gran parte debido a la labor de Juan Vázquez de Coronado. En 1569, Perafán de Rivera procedió al reparto de los indígenas en encomienda, lo que permitió fortalecer el posterior proceso de colonización. Se dan durante este proceso la fundación de la ciudad de Cartago, primera capital del país, en el Valle Central así como de Aranjuez, el primer puerto en el Pacífico, en lo que es hoy el puerto de Caldera, en la provincia de Puntarenas.
Por otro lado, tanto en el sur como en las llanuras del norte del país, los pueblos indígenas se mantuvieron al margen de la dominación española, por lo que estos territorios fueron utilizados como refugio por aquellos que lograban substraerse a la conquista de los territorios ocupados por los hispanos, destacándose en esta labor, sobre todo, la resistencia implantada por el cacique Garabito, rey de los huetares occidentales.

## Las sociedades autóctonas en elsigloXVI
...las más ásperas montañas que he visto, y según opinión de algunos, que se han visto. Pasáronse trabajos intolerables de hambre y sed y otros de abrir caminos por pequeñas tajadas y subir y bajar grandes cumbres, tan lluviosas y cavernosas que por maravilla se veía el sol.
Juan Vázquez de Coronado (1563)

A la llegada de los españoles a América, los habitantes originales de Costa Rica sumarían unas 400 000 personas diseminadas por todo el país,
la mayoría ubicados en el Pacífico norte y el Valle Central,
los cuales se encontraban organizados en cacicazgos, que tenían divisiones sociales jerárquicas con linajes de carácter hereditario (por vía matrilineal),
y su origen se confundía con el de ancestros venerables, una manera de acentuar el peso decisivo que tenía el linaje, pero que también cambiaban pasando del poder de un linaje a otro.
El crecimiento demográfico, basado en cultivos más intensivos (en especial el del maíz) no supuso una transformación abrupta del paisaje natural, conservando los bosques tupidos y oscuros, los ríos caudalosos, los pantanos, una vegetación frondosa y amenazante, cordilleras densas y azules y una fauna bulliciosa abundante y diversa.
De todas las etnias existentes, los huetares fueron la nación indígena más poderosa y mejor organizada de Costa Rica a la llegada de los españoles.

### Organización de los cacicazgos

#### Sociedad

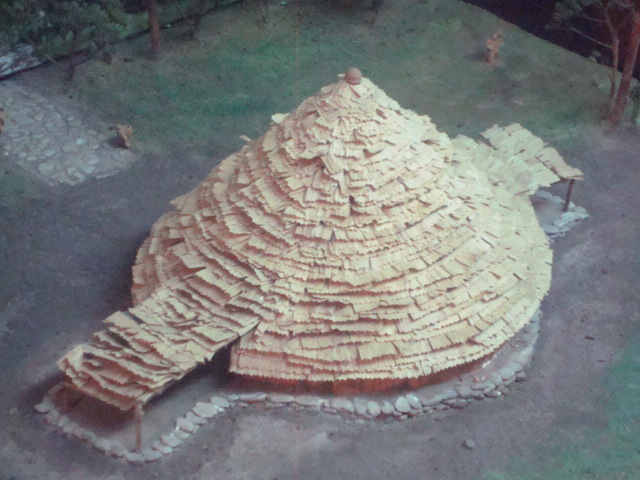
Diorama que representa un palenque, rancho circular donde habitaban los indígenas del Valle Central, Vertiente Atlántica y Pacífico Sur de Costa Rica antes de la llegada de los españoles en el.

La organización básica partía de la aldea, eje de la vida cotidiana, que incluía las actividades de comercio, producción agrícola y artesanal, y la guerra. Varias aldeas constituían un cacicazgo, cuya importancia en la jerarquía del poder variaba de acuerdo con el tamaño de su población y la extensión del territorio que controlara.
Los cacicazgos más pequeños agrupaban unas pocas aldeas bajo la dirección de un cacique, asistido por un concejo de principales. Los más grandes se componían de un conjunto de diversos cacicazgos reunidos bajo la dirección de un cacique principal, cuya lealtad se garantizaba mediante relaciones de parentesco, establecimiento de pactos políticos y enlaces matrimoniales,
los cuales solían atribuirse poderes mágicos y religiosos con el fin de afianzar su autoridad.
Esta estructura política y militar más amplia, compleja y centralizada recibía el nombre de «señorío», cuya jurisdicción comprendía usualmente un territorio vasto y en disputa.
Las sociedades cacicales se encontraban divididas en «principales», formados por las familias que detentaban el poder, los cuales a su vez se dividían en «señores», caciques principales y caciques secundarios,
y luego estaban los «comunes», constituidos por artesanos y agricultores. De importancia también eran los chamanes, los líderes religiosos y médicos de las poblaciones.
Las funciones que cumplía la dirigencia indígena, asociadas con la guerra, el comercio y los tratos con los seres sobrenaturales, la colocaba en una posición privilegiada para explotar a sus inferiores sociales y para tener acceso al oro y a los esclavos.
Las diferencias entre los grupos indígenas eran visibles en diversas áreas: en lo arquitectónico, el rancho elíptico rectangular prevalecía en el Pacífico Norte, y el circular en el Valle Central; en contraste, la construcción típica en la vertiente Atlántica y en el Pacífico Sur era el palenque, protegido por empalizadas y capaz de albergar de 300 a 400 personas.
El lenguaje también era variado: en un contexto en el que predominaba la comunicación oral, las lenguas eran muchas, aunque la que se usaba en los señoríos de Garabito y Guarco —el huetar— se convirtió en la lengua franca.

#### Religión

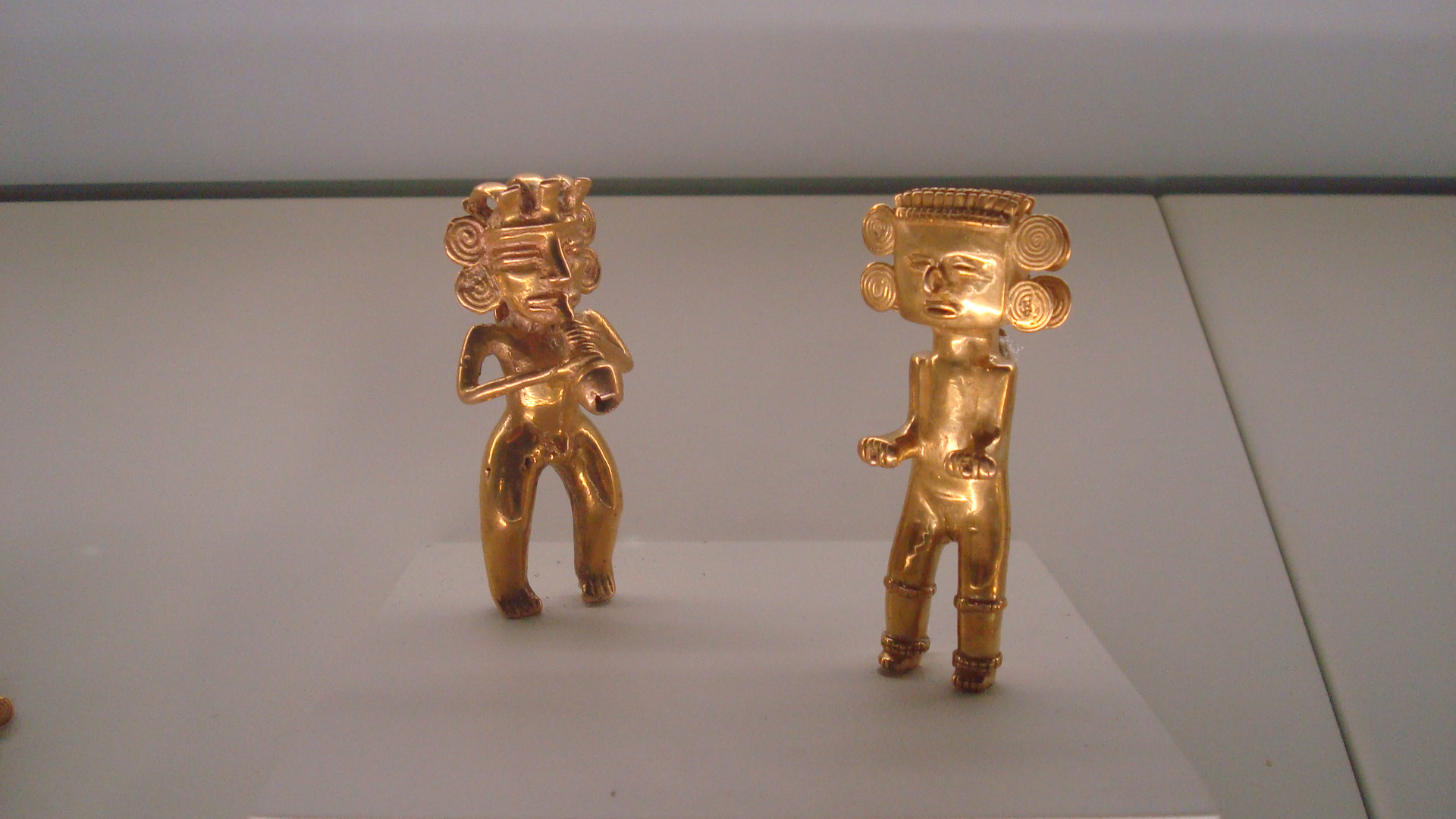
Objetos de oro de la cultura huetar, correspondientes al periodo de los cacicazgos tardíos (800-1500 de nuestra era). Los cacicazgos huetares, asentados en el Valle Central, tuvieron un amplio impacto en la historia del país antes y durante la conquista española. El oro fue, durante esta época, un importante símbolo de jerarquía cacical. Museo del Oro Precolombino.

La cosmovisión de los indígenas era de tipo animista: creían que las personas, los animales y los fenómenos de la naturaleza tenían espíritu, el cual podía ser bueno, dañino o peligroso. Los huetares rendían culto al sol y a la luna. Con tal fin, construían altares y montículos de piedra. Además, veneraban los huesos de sus antepasados. Las prácticas funerarias, en las que se vislumbra una expectativa por alcanzar la inmortalidad, se distinguían por el tratamiento especial que se le daba al cadáver, en particular cuando el fallecido pertenecía a la jerarquía cacical. El difunto era enterrado con diversos objetos (a veces de oro) y con sus esclavos, sacrificados para la ocasión, con el propósito de que unos y otros le ayudaran en la otra vida.
Las actividades religiosas se verificaban en templos u oratorios, similares a las viviendas, aunque de mayor tamaño; en esos lugares sagrados, que servían además para guardar los utensilios rituales —instrumentos musicales, máscaras, esteras y otros por el estilo—, los sacerdotes celebraban las ceremonias y se profesaba culto a ciertos íconos, también de oro. El chamán cumplía varias funciones clave: contestar a las preguntas de la comunidad, avizorar el futuro y servir de intermediario entre lo sobrenatural y el quehacer cotidiano.
El Pacífico Norte de Costa Rica (ocupado por el reino de Nicoya, de etnia mesoamericana) se distinguía en el siglo XVI por una práctica ceremonial específica: los sacrificios humanos y la antropofagia. El cacicazgo de Nicoya organizaba celebraciones de este tipo tres veces al año, coincidentes con las cosechas de maíz. El día de la fiesta, con la jerarquía cacical acicalada y pintada, se bebía chicha y se danzaba delante del templo; después, entre cinco o seis personas —mujeres o varones, previamente seleccionados— eran subidas al altar, les extraían el corazón, les cortaban la cabeza y arrojaban sus cuerpos abajo, para que su carne fuera comida con la solemnidad del caso.
El sacrificio de personas en actividades funerarias o ceremoniales se vinculaba directamente con la esfera militar, ya que los enfrentamientos constituían la fuente básica de esclavos.

#### Guerra

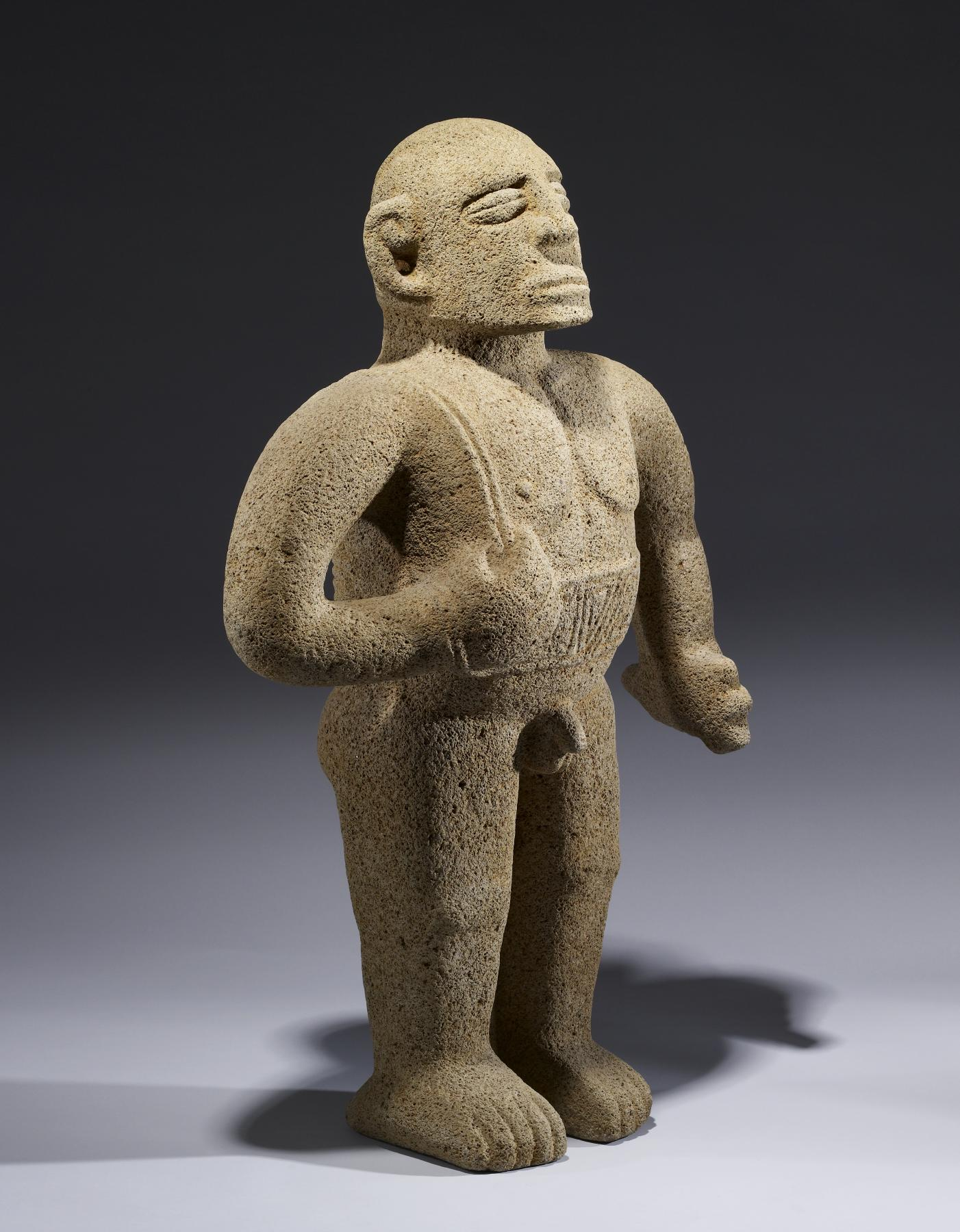
Figura hecha de andesita que representa un guerrero aborigen con cabeza-trofeo.

La guerra, constante y en extremo difundida, tenía orígenes variados: defensa y expansión del territorio de cada grupo, acceso a las principales vías comerciales, obtención de oro mediante el pillaje, intercambio desigual entre comunidades, escasez de productos ocasionada por desastres naturales o conflictos políticos y rapto de adultos y niños. Los raptados, aparte de sumarse a la fuerza de trabajo de sus captores, elevaban su potencial demográfico, al dotarlos de más mujeres en edad fértil.
La dimensión mágica de la guerra tenía diversas expresiones: robar el oro del bando contrario para debilitarlo, cortar las cabezas de los enemigos y usarlas como trofeos y capturar prisioneros para esclavizarlos. Las armas empleadas eran arcos, flechas, lanzas, piedras y escudos de madera o de cuero; y entre las tácticas bélicas, destacaban las emboscadas, el saqueo, los ataques por sorpresa, los incendios y el uso de trampas. El éxito militar dependía, en grado considerable, de las alianzas que forjaran los contendientes con sus vecinos, una estrategia que fue muy útil para los españoles durante la conquista.

#### Agricultura

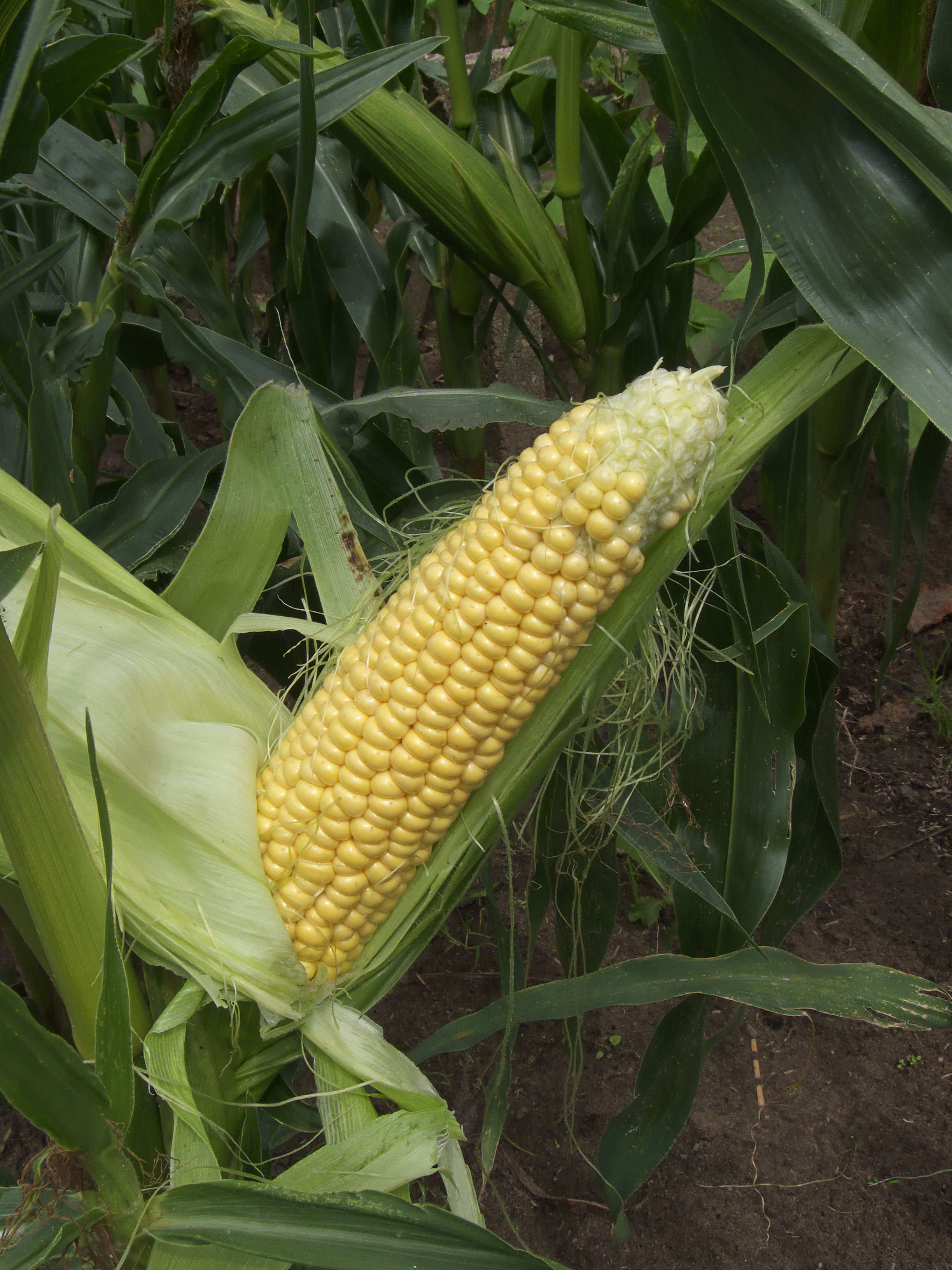
El maíz fue, durante el, el principal cultivo de las sociedades autóctonas costarricenses antes del arribo de los españoles.

Los cultivos se realizaban utilizando el sistema de roza de tala y quema de parte del bosque, donde las cenizas garantizaban la fertilidad del suelo, el cual era cultivado hasta que disminuyera el rendimiento agrícola.
Entonces, se procedía a limpiar una nueva área del bosque, abandonándose en barbecho el anterior terreno a fin de que se reconstituyera de nuevo el bosque. Con este tipo de sistema de producción agrícola, alrededor del 80 % del territorio se encontraba en barbecho, y el bosque allí constituido garantizaba una amplia variedad de recursos para las aldeas.
El principal cultivo era el maíz, pero también se cultivaban frijoles y curcubitáceas. Existían también grandes cultivos de palma de pejibaye y yuca, en especial entre las sociedades del Caribe. También fueron de gran importancia los tubérculos (camote, tiquizque y ñampí entre otros). Gracias al desarrollo de distintos sistemas agrícolas, aunados a la caza y recolección, las poblaciones autóctonas de Costa Rica ocuparon prácticamente la totalidad del territorio.

### Ubicación geográfica de los cacicazgos
Los cacicazgos pueden ser agrupados de acuerdo a su posición geográfica. En la región del Pacífico Norte, el más importante fue el de Nicoya. Otros cacicazgos existentes en la zona fueron Nicopasaya, Nandayure, Cangel, Paro, Churuteca, Zapandí, Corobicí, Abangares, Orotiña y Chomes, todos bajo el dominio del rey de Nicoya.
En el interior del Valle Central, existían dos importantes cacicazgos que conglomeraban la mayoría de los cacicazgos menores de ese territorio. El Cacicazgo de Garabito o Reino Huetar de Occidente, unificaba los pueblos del Pacífico central hasta el río Virilla. A la llegada de los españoles, Garabito tenía bajo su autoridad a otros reyes, que en un documento de 1569 se enumeran con los nombres de Cobobici (quizá Corobicí), Abaçara, Chucasque, Barva y Yoruste. En el reino de Pacaca, también huetar e independiente de Garabito, gobernaba en el decenio de 1560 un rey llamado Coquiba, que se sometió tempranamente a los españoles, pero su ámbito geográfico de autoridad no parece haber sido muy vasto. Los territorios de los botos, katapas y tises, ubicados en las llanuras del norte del país, estaban también supeditados a la hegemonía de Garabito.

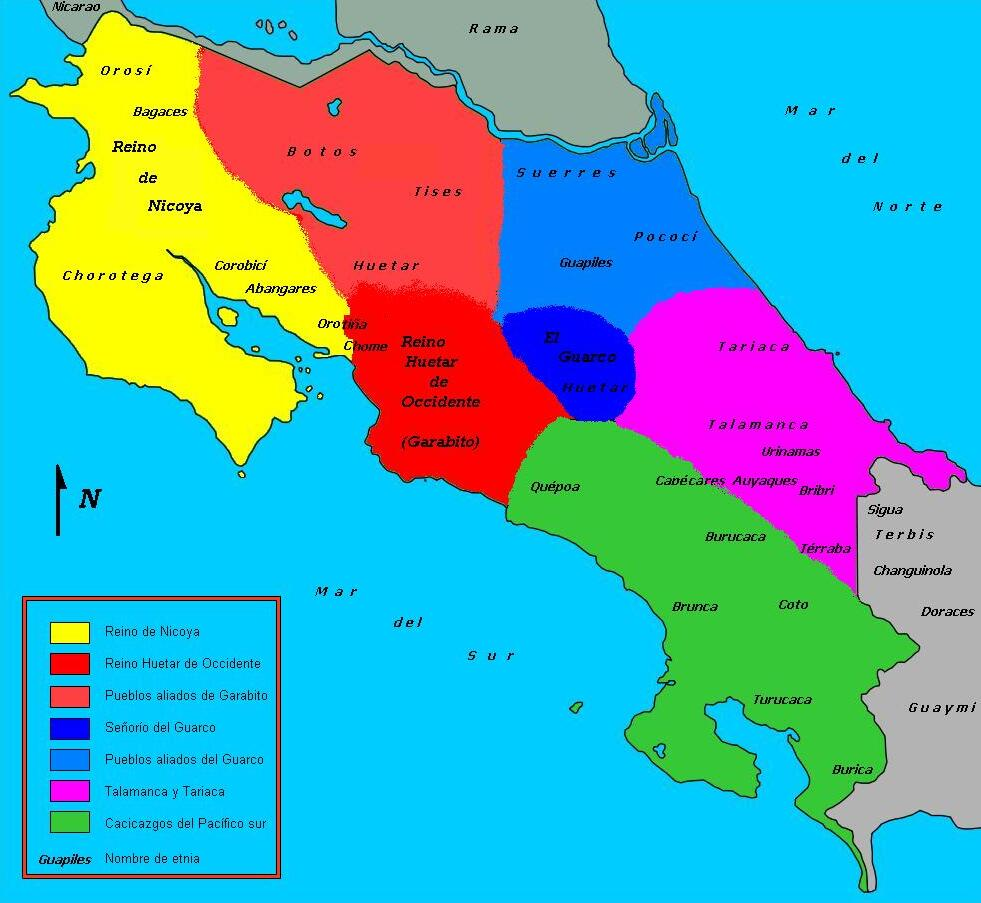
Mapa de las sociedades autóctonas costarricenses del a la llegada de los españoles (1502).

El otro gran cacicazgo del Valle Central era el Reino Huetar de Oriente, bajo el dominio de El Guarco, que dominaba el valle del mismo nombre hasta la región del Caribe central. Entre las poblaciones bajo el gobierno de El Guarco se encontraban Cot, Corrocí, Tucurrique, Turrialba, Ujarrás, Tayutic y Atirro, y sus límites se extenderían hasta Suerre, Pococí y Chirripó, muy cerca de Talamanca. Otros cacicazgos menores bajo el dominio del Señor del Guarco eran Aserrí y Curriravá.
Entre los ríos San Carlos y Sarapiquí se encontraba el cacicazgo de los botos, que dominaban las llanuras de los Guatusos, las llanuras de San Carlos y las llanuras de Tortuguero. Esta zona fue, durante la Conquista, zona de refugio debido al escaso interés de los españoles por dominarla.
En el Caribe central y sur se localizaban los cacicazgos de Suerre, Pococí, Tariaca y Talamanca. Suerre y Pococí pertenecían al Guarco, mientras que Tariaca dominaba los pueblos de Minon, Turecaca, Duqueiba y Citará. Esta zona estaba poblada por los cabécares, los auyaques y urinamas, y los térrabas.
Los siguas (de etnia mesoamericana) ocupaban un sitio de la costa llamado el Valle del Duy o Coaza, entre los ríos Sixaola y Changuinola, en el litoral atlántico, y eran una colonia que comerciaba por mar con las poblaciones costeras desde Yucatán a Panamá. Los changuinola ocupaban los ríos Puan y Changuinola, y los doraces vivían en la Bahía del Almirante (actual Panamá). Los guaimíes se asentaban en la Cordillera de Talamanca y la región de Chiriquí, hasta el Pacífico. De todos estos grupos provienen las tradiciones de los cabécares, térrabas y bribris.
En la región del Pacífico Sur, se encontraban los quepoa, los turucaca, los cotos y los brunca (o boruca).

## Llegada de Cristóbal Colón (1502)
Yo vide en esta tierra de Veragua mayor señal de oro en dos días primeros que en La Española en cuatro años...
Cristóbal Colón (Carta de Jamaica)

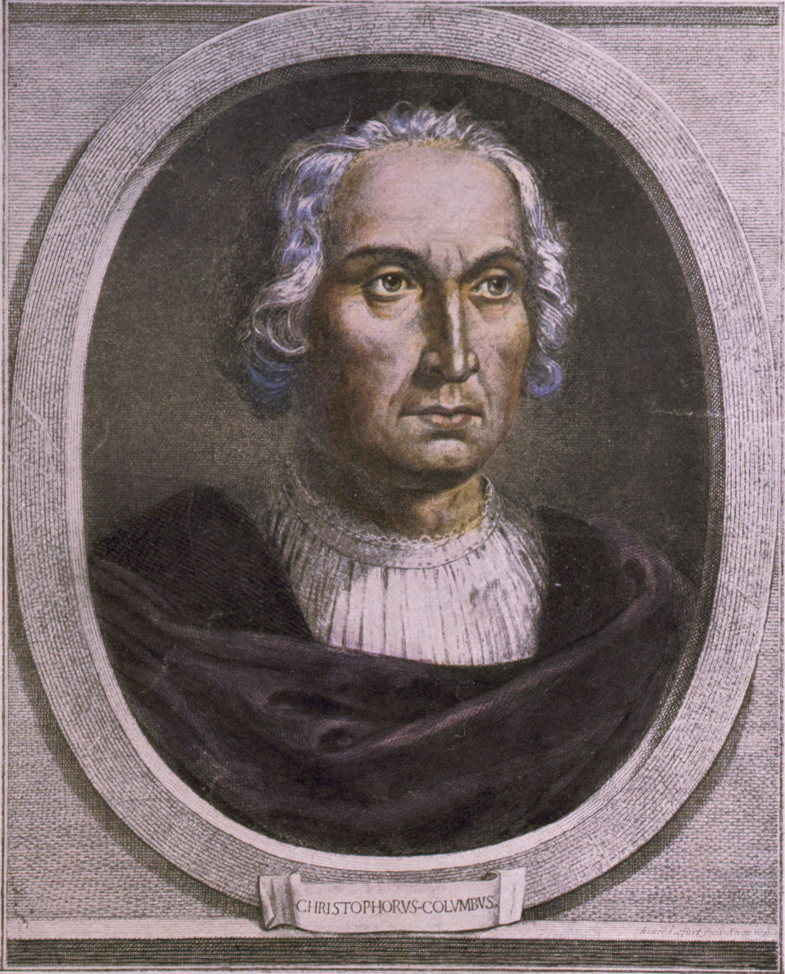
Retrato de Cristóbal Colón.

Cristóbal Colón arribó al territorio de la actual Costa Rica el 25 de septiembre de 1502, en su cuarto viaje.
La llamó Veragua en su Carta de Jamaica,
y dado que logró recoger algunos pocos objetos de oro que obtuvo de los indígenas, se difundió la idea de que esa región era una «costa rica», lo que impulsó a los aventureros a emprender otras exploraciones y sirvió de polo de atracción para los colonizadores por la existencia de esta supuesta riqueza aurífera.
La flota colombina compuesta por cuatro naves y 144 personas había zarpado de la Gran Canaria el 25 de mayo de 1502, y el 15 de junio llegó a la isla de Martinica.
Pasó luego Colón a La Española, donde no se le permitió desembarcar, y allí pronosticó una tormenta que a fin de junio hundió 28 navíos de una flota que había zarpado hacia España.
En los últimos días de junio, tras recalar en Anegada (Cayo Largo del Sur) al este de la Isla de Pinos (en la actual Cuba), se lanzó hacia el suroeste en pos de tierras nunca antes vistas por los europeos.
El recorrido hecho por el marino genovés a lo largo de gran parte de América Central quedó plasmado en dos importantes bosquejos de un códice existente en la Biblioteca de Florencia (Italia). Estos fueron elaborados en 1506 por el erudito veneciano Alessandro Zorzi, con base en un informe y un dibujo de Bartolomé Colón, hermano de Colón y compañero suyo en el cuarto viaje.

Cuarto viaje de Cristóbal Colón.

La importancia de estos bosquejos radica en que se presentan por primera vez las costas de América Central e incluyen lo recorrido en los viajes menores. Además, reflejan de manera clara las ideas geográficas colombinas, profundamente enraizadas en la herencia tolemaica.
Ambos bosquejos ilustran el recorrido del último viaje de Colón. A principios de agosto, llegó el almirante a la isla de Guanaja en Honduras. Pasó luego a tierra firme en la punta Caxinas (rebautizada como cabo Honduras por Vicente Yáñez Pinzón y Juan Díaz de Solís en 1508), luego siguió hacia el este.
Tras varias semanas de luchar contra el mal tiempo y el viento en contra, el 14 de septiembre la flota dobló el Cabo Gracias a Dios (nombrado así por sobrada razón).

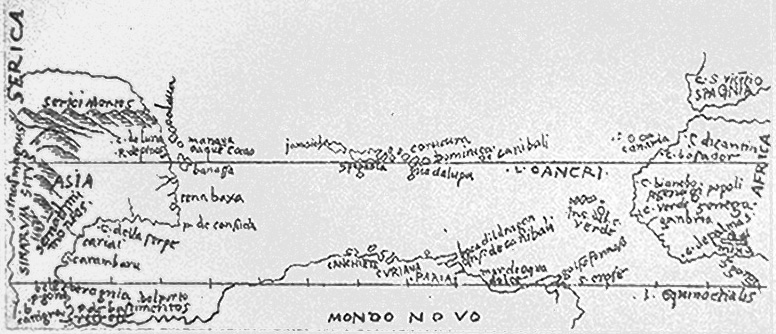
Mapa de las Indias occidentales (1506) según el Códice Zorzi de la Biblioteca Nacional Central de Florencia (Italia), donde por primera vez se delimita la costa de Centroamérica.

Tras un penoso viaje por el litoral centroamericano, que recorrió parte de la costa caribeña de Honduras y Nicaragua (lo que después se llamó la costa de la Mosquitia), y que incluso significó la pérdida de una de sus naves, el navío Vizcaíno, en el que murieron dos tripulantes,
Colón arribó el 25 de septiembre (según palabras del propio Hernando Colón, su hijo, de 13 años, que le acompañó en el viaje), a una isleta llamada Quiribrí, que Colón llamó La Huerta, por ser muy frondosa (hoy isla Uvita),
y luego, a una aldea de tierra firme llamada Cariay o Cariari (hoy Puerto Limón).
Colón no se adentró en el territorio, sino que continuó hacia Panamá, pues su objetivo era encontrar el llamado «estrecho dudoso», un supuesto estrecho marítimo que garantizaría el acceso hacia el océano Índico para alcanzar así el Lejano Oriente.
No lograría Colón su objetivo (dado que el mencionado estrecho, el istmo de Panamá, era de tierra y no de agua). De Cariay partió el 5 de octubre para continuar recorriendo el litoral hasta la bahía de Carambarú (la bahía del Almirante), pasó luego a la bahía de Aburema (la actual laguna de Chiriquí) y hallaron la isla del Escudo de Veraguas y los ríos Guyga o Veragua y Yebra o Belén. Después de recalar en Portobelo pasaron al puerto de Bastimentos y llegaron finalmente al puerto de Retrete o Escribanos, donde Colón tomó la crucial decisión de devolverse, por el mal tiempo y el fatiga de su gente, abandonando su cometido de encontrar el estrecho a las Molucas, propósito inicial del viaje.

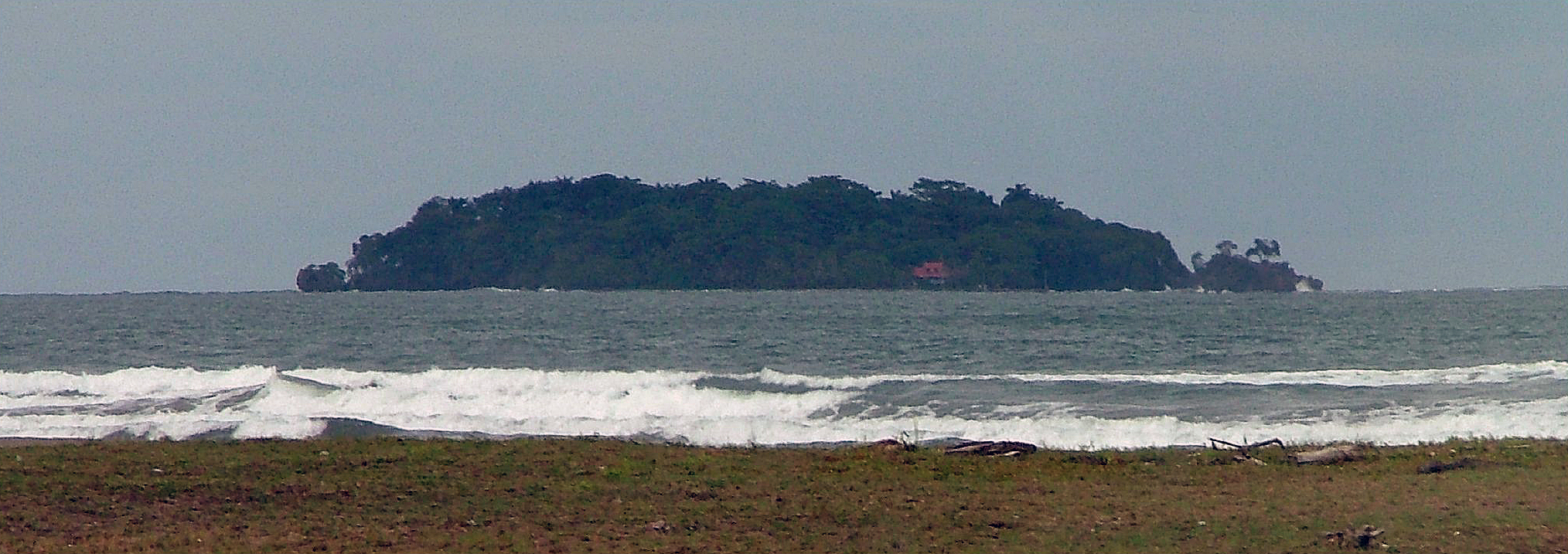
La Isla Uvita, frente a las costas de Limón, a dónde arribó Colón el 25 de septiembre de 1502, marca el sitio del descubrimiento de Costa Rica.

De la búsqueda del estrecho, Colón pasó a la búsqueda del oro de Veragua, impresión que le había quedado tras la visita a Cariay, de que esas tierras rebosaban en yacimientos auríferos. Instalóse en el río Belén, cerca del río Veragua, y envió sendas misiones en busca de las supuestas minas aguas arriba de los ríos Veragua y Urirá y ante las buenas perspectivas económicas fundó la población de Santa María.
Un ataque indígena terminó con la ilusión de asentarse en la región y Colón retomó la ruta hacia el este, pasó de nuevo frente a Retrete, llegó a las islas Barbas y continuó hasta el cabo Mármol (punta Mosquito), donde el litoral le llevó hasta el Golfo de Urabá. El mal estado de sus naves le obligó a volver a las Antillas, donde recaló en Jamaica, permaneciendo allí hasta 1504.
La región de Veragua dejó, finalmente, una profunda huella en los españoles, debido a la famosa frase que Colón escribió en su carta del 7 de julio de 1503 desde Jamaica, acerca de la supuesta abundante existencia de oro en esas tierras.

## Primera fase de la Conquista (1502-1560)
La primera fase de la Conquista de Costa Rica se enmarca en las exploraciones iniciales de los españoles en el Atlántico costarricense, desde el arribo de Cristóbal Colón en 1502, pasando por la fracasada expedición de Diego de Nicuesa, hasta que el descubrimiento del océano Pacífico por parte de Vasco Núñez de Balboa motivaría las posteriores expediciones de Juan de Castañeda y sobre todo, de Gil González Dávila, en el litoral pacífico, que permitirían la fundación de la efímera primera ciudad en suelo costarricense, lo cual sería vital para la exitosa conquista de Nicoya, seguida luego de las fallidas expediciones de Hernán Sánchez de Badajoz y de Diego Gutiérrez y Toledo entre 1540 y 1544, nuevamente en el litoral atlántico. Durante esta fase y en general, las expediciones que fueron organizadas desde la ciudad de Granada (Nicaragua) y Nombre de Dios ingresaron al país por la costa caribeña, mientras que las venidas de la ciudad de Panamá recorrieron el litoral pacífico hasta Nicoya y Nicaragua.

### Exploraciones en el Caribe (1510-1544)
Luego de que Américo Vespucio estableciera el descubrimiento intelectual de América (de que las tierras a las que había llegado Colón no correspondían a Asia, como se creía), la política española en las Indias estableció un nuevo rumbo. La Junta de Navegantes de Burgos creó el 9 de junio de 1508 en la Tierra Firme las gobernaciones de Veragua (litoral de Nicaragua, Costa Rica y parte de Panamá, desde punta Caxinas hasta cabo Mármol) y Urabá (corresponde actualmente a Panamá y la costa caribeña colombiana), dando la primera de estas a Diego de Nicuesa y la segunda a Alonso de Ojeda, cuyo fin era crear en ambas jurisdicciones establecimientos permanentes que permitieran la colonización y organización de las nuevas tierras, y de así conseguir un paso hacia la Especiería.

#### La expedición de Diego de Nicuesa (1509-1510)
Paremos aquí, ¡en el nombre de Dios!
Diego de Nicuesa (1511).

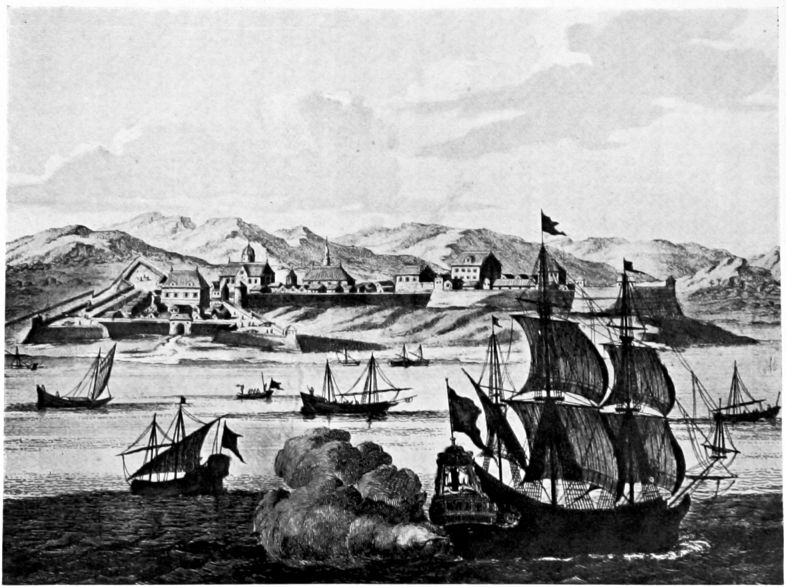
Imagen idealizada de Nombre de Dios, ciudad fundada por Diego de Nicuesa en 1510, de donde partieron algunas de las expediciones de conquista hacia Costa Rica en el.

En 1509, salió de La Española la expedición de Diego de Nicuesa, la cual debería tomar posesión de la gobernación a él asignada, después de haber superado Nicuesa una serie de obstáculos puestos por Diego Colón, gobernador de la isla, quien se consideraba con derechos sobre la tierra de Veragua por haber sido descubierta por su padre.
Después de una serie de vicisitudes y de verse Nicuesa y parte de su gente obligados a vivir de raíces y mariscos, fundaron en el puerto de Bastimentos, a donde había llegado Colón, la ciudad de Nombre de Dios, en 1510. Aquí murieron la mayoría de los expedicionarios.
Nicuesa y algunos sobrevivientes fueron rescatados por Rodrigo de Colmenares; una vez en Santa María la Antigua del Darién, fundada por los sobrevivientes de la también fracasada expedición de Ojeda, entró en conflicto con Vasco Núñez de Balboa, que se había hecho con el control de uno de los territorios que pertenecían a la gobernación a su cargo. Nicuesa, entonces, se vio obligado a embarcarse en un bergantín, el cual se hundió, ahogándose en el viaje (1511).
Tras la muerte de Nicuesa, la región quedó envuelta dentro de los pleitos colombinos.

#### Las expediciones de Martín de Estete y Alonso Calero (1529-1539)
En 1529 fue organizada en Granada (Nicaragua) la primera expedición española que ingresó en el territorio de lo que es hoy día la región del Caribe norte costarricense. Martín de Estete partió desde esa ciudad siguiendo antiguas rutas prehispánicas hasta llegar a las llanuras del norte de Costa Rica, en el Cacicazgo de Suerre. Otra expedición fue la de Alonso Calero, en 1539, la cual sentó las bases de la "ruta del San Juan", que comunicó Granada con el Mar Caribe a través de este río, y recorrió las llanuras de los ríos San Carlos y Sarapiquí.

#### Las expediciones de Felipe Gutiérrez y Hernán Sánchez de Badajoz (1534-1540)
En 1534 Felipe Gutiérrez obtuvo permiso para conquistar la Gobernación de Veragua, expedición que fracasó por la tenaz resistencia indígena y la ausencia de víveres que provocó la muerte de la mayor parte de sus hombres. Cuatrocientos hombres participaron en esta expedición, antecedente de las posteriores expediciones que se adentrarían en la cordillera de Talamanca, saliendo por columnas a partir de un campamento llamado La Concepción, situado a orillas del río Belén o Veragua, en actual territorio panameño.
En 1540, Hernán Sánchez de Badajoz se convirtió en adelantado y mariscal de Costa Rica tras un contrato que firmó con el recién nombrado presidente de la Audiencia de Panamá, Francisco Pérez de Robles. Sánchez de Badajoz salió de la ciudad de Nombre de Dios (fundada por Diego de Nicuesa en Panamá en 1510), e ingresando por el río Sixaola, fundó la ciudad de Badajoz (igual a la ciudad española del mismo nombre) en Talamanca y el puerto de San Marcos. Sánchez de Badajoz tuvo que enfrentarse a una numerosa tropa enviada por el Gobernador de Nicaragua (que no toleró la presencia de estos españoles venidos de Panamá en el territorio), la cual, procedente de Granada vía el río San Juan y siguiendo el litoral caribeño costarricense, obligó a la rendición y sumisión a los expedicionarios. La ciudad-campamento de Badajoz fue finalmente abandonada por la escasez de alimentos y una sublevación de los indígenas.

### El Ducado de Veragua y la creación de Nueva Cartago y Costa Rica (1540)

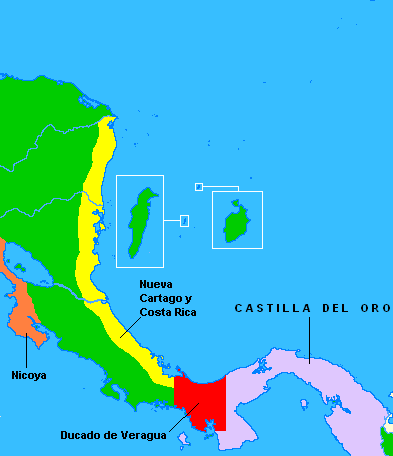
Mapa de Centroamérica en 1540, tras la creación del Ducado de Veragua. A consecuencia de la creación del Ducado en favor de los nietos de Cristóbal Colón, los territorios restantes de la Veragua real, separados de Castilla del Oro por el Ducado, formaron la provincia de Nueva Cartago y Costa Rica, que se extendía desde la frontera del Ducado, en la isla de Escudo de Veraguas (actual Panamá) hasta el río Aguán (actual Honduras). Diego Gutiérrez y Toledo intentaría conquistar infructuosamente el territorio de Nueva Cartago y Costa Rica entre 1540 y 1544, cuando murió en un ataque indígena. El territorio de Nicoya formó parte de la provincia de Nicaragua desde 1520 y hasta 1554, cuando se creó el Corregimiento de Nicoya.

En 1540, un territorio de veinticinco leguas cuadradas al oeste y sur del río Belén se denominó Ducado de Veragua, y fue asignado a los herederos de Cristóbal Colón. En 1546, don Luis Colón, Duque de Veragua, y su hermano Francisco, nietos de Colón, organizaron en España una expedición de ciento treinta hombres. Su intención era someter a las poblaciones de Veragua y tomar posesión del Ducado. Al final, don Luis no viajó, pero don Francisco terminó sus días en dicho territorio, al ser sorprendido y muerto en el curso de un exitoso ataque lanzado por los indígenas al campamento español. La expedición terminó en desastre y solo sobrevivieron entre quince y veinte españoles.
A causa de la creación del Ducado de Veragua, el territorio hasta entonces perteneciente a Castilla de Oro quedó dividido en dos secciones sin continuidad terrestre, por lo cual la parte occidental (desde el golfo de Nicoya hasta la frontera del Ducado) fue segregada de Castilla del Oro en 1540 y unida al territorio de la Veragua real para crear la provincia de Nueva Cartago y Costa Rica.

### La expedición de Diego Gutiérrez (1540-1544)

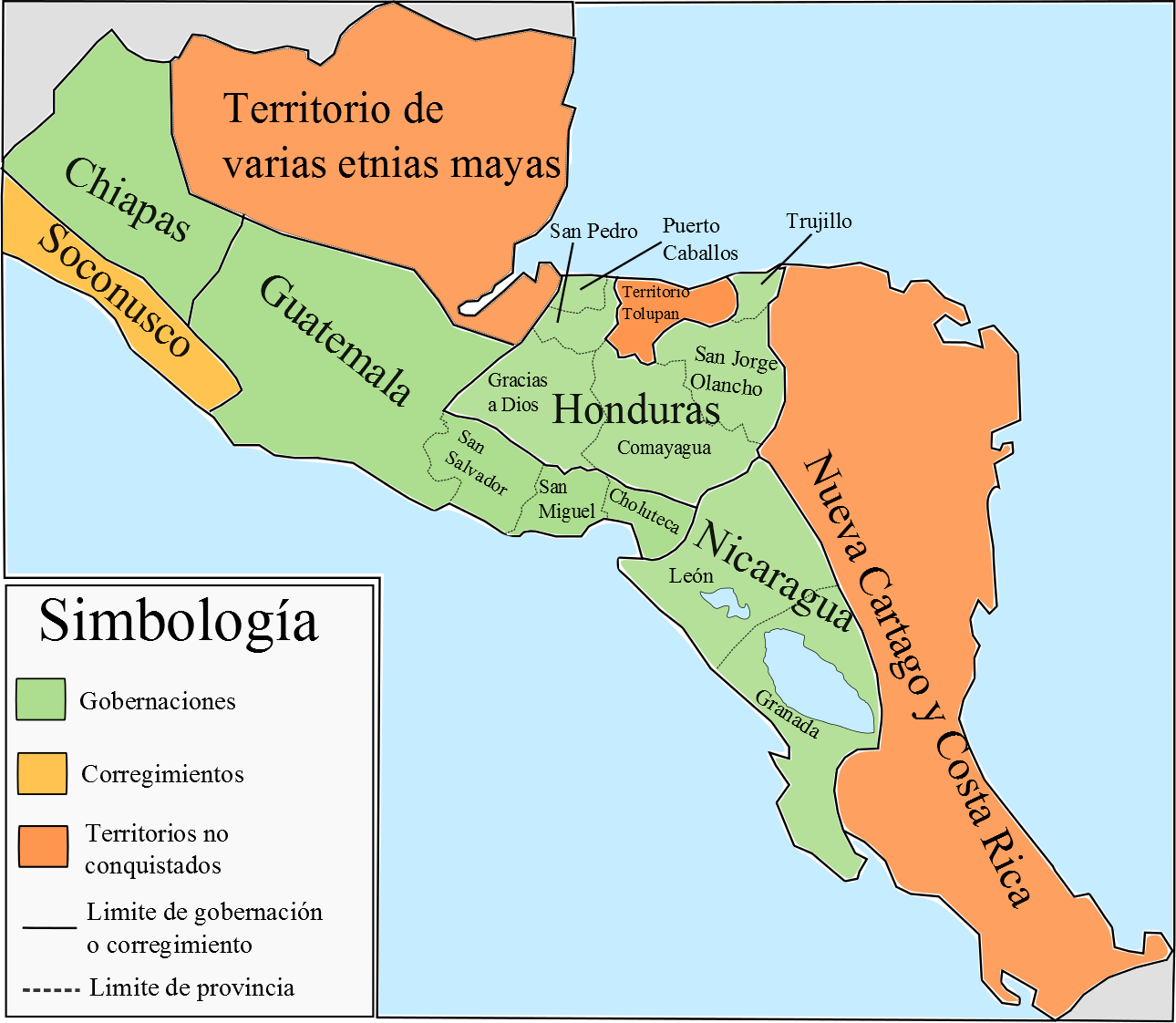
La gobernación de Nueva Cartago como territorio sin conquistar, y las demás gobernaciónes y provincias, antes de la creación de la Real Audiencia de los Confines en 1542

En 1540, el rey de España nombró a Diego Gutiérrez y Toledo gobernador de la recién creada Gobernación de Nueva Cartago y Costa Rica, cuyo límite sur se situaba a partir de donde terminaba el Ducado de Veragua y su límite norte en el río Aguán (actual Honduras), con excepción de los territorios encomendados a otros gobernadores.
Diego Gutiérrez y Toledo, llegó a Granada procedente de España y enfrentó la oposición del Gobernador de Nicaragua Rodrigo Contreras, pese a lo cual organizó su expedición. Navegó el Lago de Nicaragua y el río San Juan hasta la desembocadura, luego recorrió el litoral caribeño hasta penetrar en territorio costarricense por el río Suerre (hoy río Parismina). Allí fundó las poblaciones de Villa Santiago y San Francisco en el territorio de Cartago. Avanzó luego río arriba hasta dar con una gran ranchería, en donde apresó luego a los caciques Camaquire y Cocorí con el propósito de que le suministraran alimentos
(a pesar de que fue bien recibido por los aborígenes),
por lo que los indígenas se rebelaron, quemaron sus propios pueblos, cortaron los árboles frutales y se internaron en las montañas, llevándose las cosechas, para quitar todo medio de subsistencia a los españoles. Gutiérrez decidió perseguirles y logró internarse en las llanuras de Santa Clara para salir a la Cordillera Central, en las faldas orientales del Volcán Turrialba, donde fue emboscado y murió (1544), supuestamente, en Tayutic o Teotique, en el Valle de Tayut, entre los pueblos de Tuis y Chirripó. Tras su muerte, no hubo más expediciones españolas a partir de la costa caribeña.

### Razones del fracaso español en el Caribe costarricense
En general, se suele razonar que las expediciones españolas en el Caribe costarricense terminaron en fracaso,
por el alto costo en barcos, armas, provisiones y hombres que significaron para los pobres réditos obtenidos. Tres fueron los factores que provocaron este escaso éxito:
- el duro medio geográfico de la costa caribeña, influenciado por un clima lluvioso adverso;
- el escaso apoyo logístico por parte de las ciudades de Granada y Nombre de Dios (de donde salían las expediciones) que imposibilitaba un adecuado abastecimiento de los exploradores, lo que les forzó, aguijoneados por el hambre, a saquear el territorio indígena;
- a consecuencia de lo anterior, la población indígena ofreció una alta resistencia militar que impidió su reclutamiento por parte de los conquistadores.

### La conquista de Nicoya y el Pacífico norte (1519-1560)

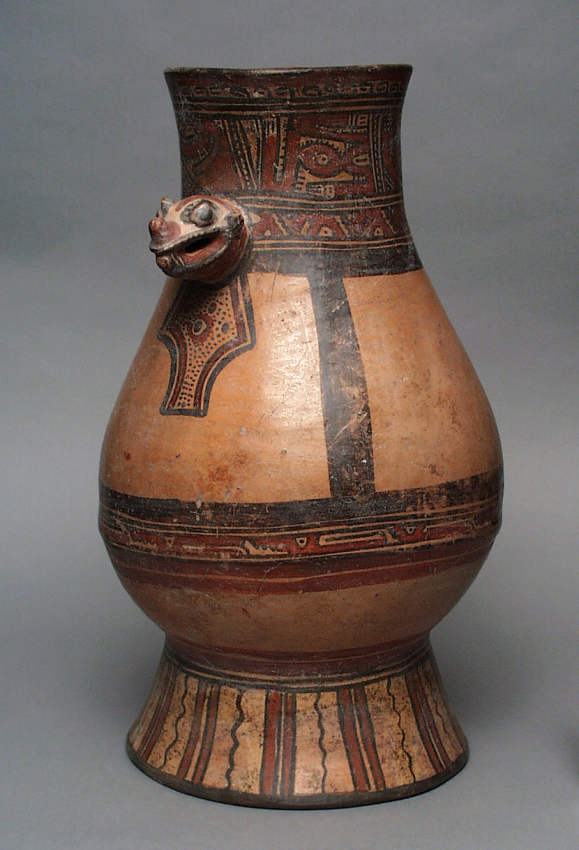
Cerámica policroma de la cultura del reino de Nicoya.

En la costa del Pacífico, las expediciones de conquista española se iniciaron luego de la fundación de la ciudad de Panamá (1519), y en general, tuvieron mejores resultados que su contraparte caribeña, pues inclusive algunos jefes indígenas prestaron su colaboración a los españoles para su desplazamiento por este territorio costero. Así, el primer contacto entre españoles e indígenas en la zona litoral del Pacífico transcurrió sin mayores incidencias. A pesar de esto, durante el resto de la primera mitad del siglo XVI, los españoles centraron su interés en la conquista de Nicaragua y obviaron el territorio de Costa Rica, salvo la península de Nicoya.
A las expediciones iniciales de Diego de Nicuesa y Alonso de Ojeda sobre el litoral atlántico, siguió la de Vasco Nuñez de Balboa, quien descubrió el océano Pacífico en el 25 de septiembre de 1513 luego de atravesar el Istmo de Panamá,
hecho importante para la conformación del territorio costarricense, pues esta dependerá de la integración de la vertiente atlántica (descubierta por Colón y explorada por Diego de Nicuesa) con la vertiente del llamado Mar del Sur.
En 1519, una expedición organizada por Gaspar de Espinosa y pilotada por Juan de Castañeda descubrió la Punta Burica, el Golfo Dulce y la entrada del Golfo de Nicoya (al que llamaron «estrecho dudoso», pues se creía que comunicaba el Mar del Norte con el Mar del Sur), es decir, la mayoría del litoral pacífico costarricense.
En 1522, Gil González Dávila, al mando de más de cien hombres, recorrió el litoral pacífico costarricense por sus tres sectores: la banda oriental, la insular y la peninsular, desde la punta Burica hasta la península de Nicoya. La de González Dávila fue la primera expedición por tierra donde los conquistadores españoles tuvieron contacto directo con los indígenas que habitaban la costa del Pacífico, quienes entregaron parte de su tesoro y permitieron el bautizo de algunos miembros.
Tras esto, la expedición se adentró en la provincia de Chorotega, donde recorrieron varios cacicazgos que les tributaron oro, hasta que finalmente llegaron al Reino de Nicoya donde, constatando el poder del cacique de esta población sobre el resto, permaneció allí diez días, para luego recorrer los cacicazgos de Zapandí, Corobicí, Diriá, Namiapí, Orosí y Papagayo, y logró llegar hasta Quehuacapolca, donde fue obsequiado ricamente por el cacique Nicarao, descubriendo, de paso, el lago Ayagualo o Cocibolca, al que bautizaron como Mar Dulce.

#### Fundación de Villa de Bruselas (1524)

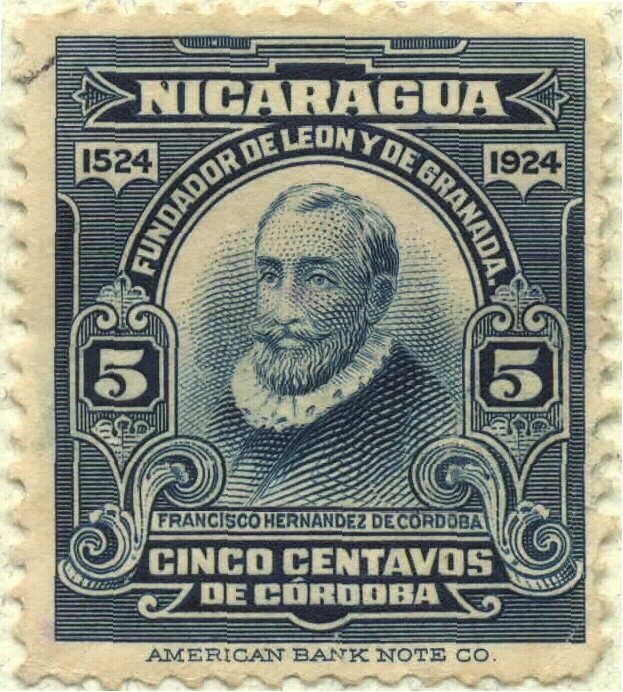
Francisco Hernández de Córdoba, fundador de Villa de Bruselas (1524), la primera población colonial de la historia de Costa Rica.

Las riquezas encontradas por González Dávila hicieron que el gobernador de Castilla del Oro, Pedrarias Dávila, enviara una misión al mando de Francisco Hernández de Córdoba, quien bordeando el litoral pacífico desembarcó en el río Grande de Tárcoles y logró fundar Villa de Bruselas en 1524, cerca de la actual ciudad de Puntarenas, siendo esta la primera población colonial en territorio costarricense.
La importancia de Villa de Bruselas radicó en ser la sede española que a la postre permitió controlar la región de Nicoya, la cual, después de 1524, surgió como entidad política, administrativa y jurídica supeditada a la ciudad de Villa de Bruselas, configurando la región de la península de Nicoya, las islas y la banda costera del golfo como un espacio socioeconómico, institucionalizándose la encomienda sobre los chorotegas de Nicoya y la isla de Chira, y los huetares occidentales del litoral oriental.
Villa Bruselas funcionó hasta su despoblación por orden de Pedrarias Dávila en 1527 una vez consolidada la provincia de Nicaragua, que pasó a controlar Nicoya hasta 1554,
cuando se creó el llamado Corregimiento de la provincia de Nicoya, puertos de Chira y Paro.
Tras la emisión de las Leyes Nuevas en 1542 por parte de la Corona Española y la creación de la Audiencia de Guatemala en 1545, la Corona prohibió en 1549 la realización de nuevas conquistas en sus tierras de ultramar, prohibición que se mantuvo hasta 1556.

## Segunda fase de la conquista (1560-1573)
El más dañoso para la pacificación desta provincia es un cacique llamado Garabito que en los principios dio el reconocimiento que devía a Vuestra Magestad y al licenciado Cavallón, en nombre de Vuestra Magestad, y después se rebelo; y no se contenta con aver sacrificado un soldado que le prendió al licenciado Cavallón y avelle salido a el a matar con mano armada y aver hecho otros ynsultos, sino que exorta y aún amenaza a todos los demás que no den la obediencia que deven a Vuestra Magestad ni reconozcan a Dios nuestro Señor. Así he hecho proceso contra el: esta condenado a muerte y a que se le haga guerra como a persona que se ha rebelado.
Juan Vázquez de Coronado (1562)

Para el año 1556, la Corona española autorizó nuevamente la realización de campañas de conquista en América. Para ese momento, se habían fundado las principales ciudades hispánicas en Guatemala, Nicaragua y Panamá, y el dominio español se había implantado en México y gran parte de Sudamérica. El territorio costarricense no obstante, a excepción de Nicoya, se encontraba en su mayor parte ajeno a la conquista española.
La mayoría de los líderes expedicionarios en esta fase provenían del norte de Hispanoamérica (Santiago de Guatemala, León, Granada, San Salvador, México). Algunos como Juan de Cavallón, Juan de Estrada Rávago y Añez, Juan Vázquez de Coronado, Alonso Anguciana de Gamboa y Perafán de Rivera, descendían de poderosas familias o habían desempeñado cargos importantes en estas ciudades. La conquista de Costa Rica fue una continuación de la conquista y ocupación de Mesoamérica.

### Las expediciones de Juan de Cavallón y Juan Estrada Rávago (1560-1562)

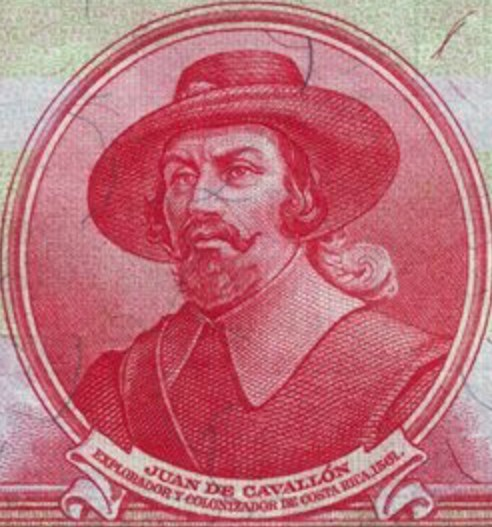
Juan de Cavallón y Arboleda.

En 1560, una primera expedición de Juan de Estrada Rávago y Añez navegó la ruta del Lago de Nicaragua y el río San Juan para recorrer el litoral costarricense hasta Panamá, donde fundó, en Bocas del Toro, la ciudad de Castillo de Austria, que finalmente tuvo un destino parecido a otros intentos de fundación realizados años antes.

Rutas de los conquistadores españoles de Costa Rica entre 1502 y 1570.

En enero de 1561, Juan de Cavallón salió de Granada (Nicaragua) por tierra, rumbo a Nicoya, recorrió la provincia de Guanacaste, hasta Chomes, donde dejó una columna que en lo sucesivo sería la vanguardia española para el ingreso de tropas al país, y estableció un campamento llamado Real de la Ceniza en la confluencia de los ríos Machuca y Jesús María. Una primera columna de soldados españoles se adentró en el territorio de las llanuras de San Mateo, en el llamado Valle de Garabito, donde por primera vez encontraron resistencia por parte de los huetares súbditos de este cacique, por lo que tuvieron que replegarse. Otra columna entró en Orotina, donde fue capturado el cacique Coyoche. Posteriormente, Cavallón, siguiendo el río Grande de Tárcoles, entró en el Valle Central, donde, en marzo de ese año, fundó Castillo de Garcimuñoz (llamada así en honor a su ciudad natal), la primera población del Valle Central.
A Juan de Cavallón se le considera como el primer conquistador de Costa Rica,
dado que fue el primero en traer cultivos europeos y ganado vacuno, porcino y caballar, si bien no pudo ejercer un control absoluto de la población indígena y se vio envuelto en una lucha contra el cacique Garabito, rey de los huetares, para poder adquirir víveres.
El reino de Garabito se extendía desde el río Virilla hasta las costas del Pacífico (Jacó y Tilarán) y desde la cordillera Volcánica Central hasta el río San Juan, y su influencia en el país era enorme, aun entre sus enemigos los chorotegas, que controlaban Guanacaste. Garabito, símbolo de la resistencia huetar, no se enfrentó abiertamente a los españoles, sino que usó tácticas de guerrilla, con emboscadas e incursiones rápidas en los campamentos y las poblaciones españolas.
Cavallón abandonó Costa Rica poco después, dejando Garcimuñoz al mando de Juan Estrada Rávago (que había ingresado posteriormente por el lado del Pacífico), el cual gobernó la provincia por diez meses mientras se nombraba un nuevo gobernador.

### Primera expedición de Juan Vázquez de Coronado (1562)

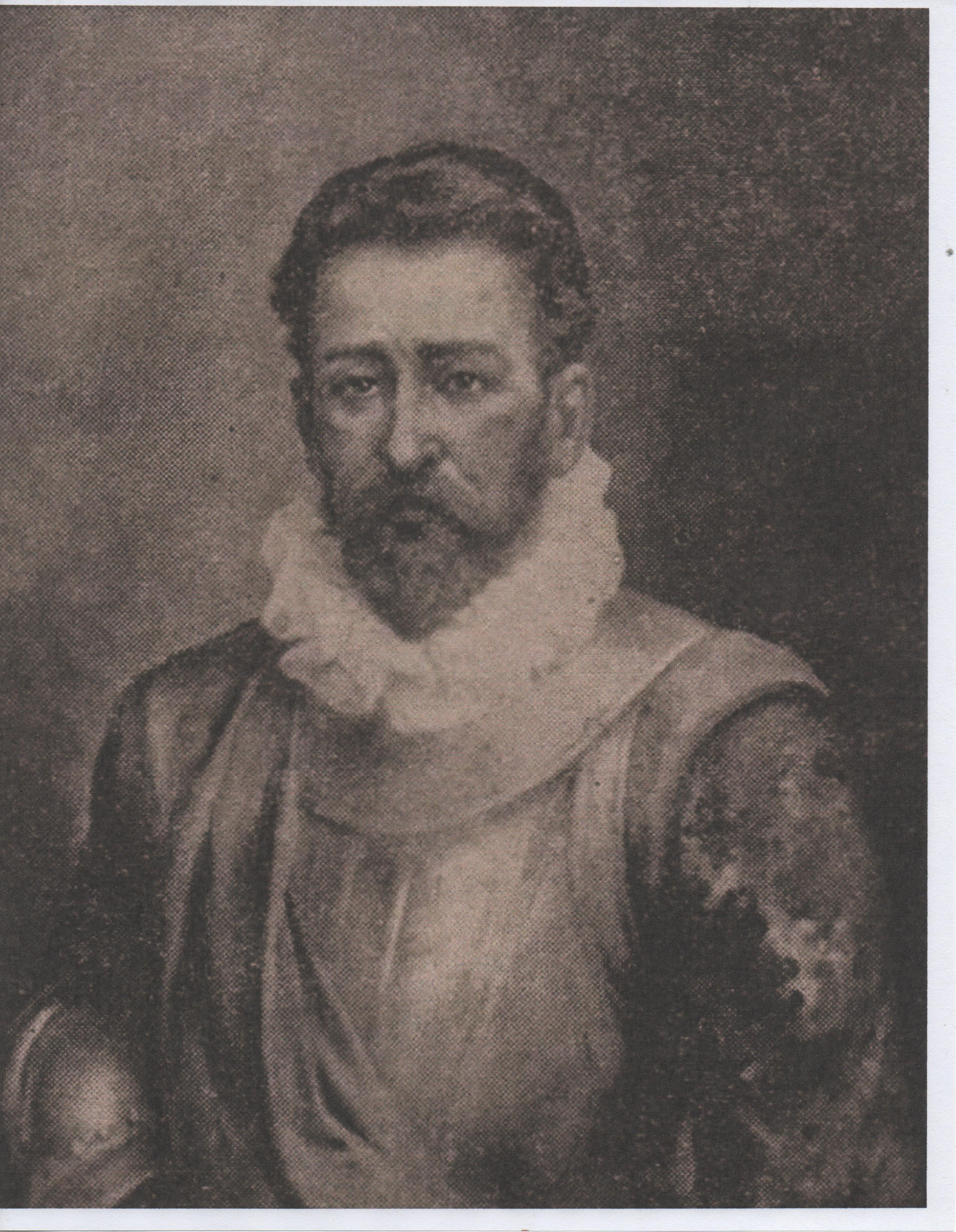
Juan Vázquez de Coronado.

En 1562, Juan Vázquez de Coronado, alcalde mayor de Nicaragua, recorrió los cuatro costados del territorio costarricense y participó en dos expediciones, la primera, penetrando en Guanacaste desde Nicaragua, hasta Garcimuñoz, luego Quepos y Coto, en el Pacífico Central. Terminó siendo alcalde mayor de Costa Rica y Nueva Cartago ese año.

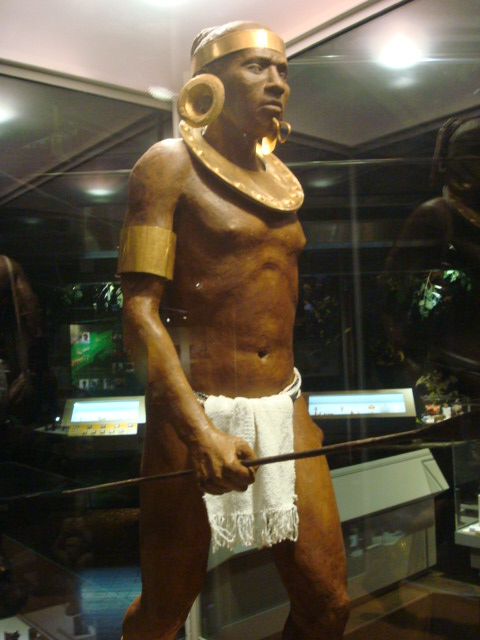
Guerrero de Coctú con objetos de oro.

El 18 de agosto de 1562, Vázquez de Coronado partió de León (Nicaragua), llegando a Nicoya el 6 de septiembre, donde sostuvo una reunión con los caciques de los bagaces, cotanes y zapandíes, sujetos a la autoridad del Corregidor de Nicoya, para asegurarse provisiones para el ingreso al Valle Central. Desembarcó luego en la desembocadura del río Tivives, desde donde se dirigió a la villa de Los Reyes, un campamento dejado por Cavallón, para luego marchar por tierra hasta Garcimuñoz. Su primera tarea una vez allí fue intentar sofocar la rebelión del cacique Garabito (señor de los huetares occidentales, refugiado en el Cacicazgo de los Botos), pero no pudo dar con su paradero. Tras esto, convocó a los otros caciques del valle, de los cuales el primero en presentarse fue Accerrí, cacique de Aserrí, vasallo del Señor del Guarco, de los huetares orientales, quien fue bien recibido por Vázquez de Coronado. Aliándose con Accerrí y con los caciques de Yurustí y Turrubara, marchó sobre los quepoa y turucacas, enemigos de aquellos, pero al llegar a Quepos fue bien recibido por su cacique, quien le obsequió objetos de oro. En Quepos, los españoles quedaron impresionados por la riqueza agrícola de la zona, por lo que se instalaron y se lanzaron a la exploración del Pacífico sur del país. Allí enfrentaron la oposición de los aborígenes del reino de Coctú, que finalmente acabó en una tregua. En todas estas empresas, Vázquez de Coronado prohibió a sus hombres el saqueo de los poblados indígenas, lo que le valió el apoyo de los jefes aborígenes. Tras esto, Vázquez de Coronado regresó a Garcimuñoz.
Mientras organizaba una segunda expedición, tuvo que enfrentar una rebelión de los huetares del Valle del Guarco, pero mientras iba al encuentro de los rebeldes, se concertó una reunión con el cacique Quitao, enviado por Correque (heredero de El Guarco) para celebrar la paz. Diversos jefes indígenas se presentaron en Garcimuñoz (entre ellos, los caciques de Atirro, Turrialba, Orosi, Puririsí, Quircó, Abux y el mismo Correque, Señor del Guarco), con el cacique Quitao a la cabeza, quien manifestó encontrarse harto de huir por los montes,
tras lo cual los jefes indígenas decidieron someterse al dominio español. Fue de esta manera que Vázquez de Coronado logró tomar posesión del reino oriental de los huetares (el Valle del Guarco), aunque tuvo que enfrentar a los rebeldes huetares occidentales bajo la dirección de Garabito, y del jefe Quizarco, hermano de Coquiba, cacique de Pacacua.

### Fundación de Cartago (1563) y segunda expedición de Vázquez de Coronado (1564-1565)
Tracé una ciudad en el valle, en un asiento junto a dos ríos. Tiene el valle tres leguas y media en largo y legua y media en ancho; tiene muchas tierras para trigo y maíz; tiene el temple de Valladolid, buen suelo y cielo. Nombré a esta ciudad Cartago, por llamarse esta provincia deste nombre.
Juan Vázquez de Coronado (1563).

Tras la sumisión de los huetares orientales, el centro de dominio español se trasladó al Valle del Guarco, de mejor clima y gran belleza natural.
Allí, Vázquez de Coronado decidió fundar una ciudad entre los ríos Coris y Purires, a la cual llamó Cartago, la cual poco después trasladó a otro sitio del valle ya que su primer asentamiento era una zona de frecuentes inundaciones.
Afianzado en Cartago, Vázquez de Coronado envió una segunda expedición al Pacífico Sur (que enfrentó una nueva resistencia de los cotos), para luego regresar a Nicaragua, de donde volvió con más hombres y provisiones, con los que partió desde Cartago hacia la Cordillera de Talamanca, en busca de la reputada provincia de Ara, en la cuenca del río Tarire, famosa por ser la más rica en yacimientos auríferos del país. Una vez en Ara, en la región del Caribe, y tras encontrar los buscados lavaderos de oro, pactó con los indígenas locales para que no le atacaran, luego de lo cual regresó siguiendo la ruta del río Reventazón, hasta Cartago, donde enfrentó una nueva rebelión indígena, tras lo cual decidió que necesitaba el apoyo de la Corona y viajó entonces a España, donde obtuvo el título de gobernador, adelantado, capitán general y alguacil mayor de la provincia de Costa Rica, cosa que no disfrutó al morir en el naufragio de su nave en 1565 en la barra de Guadalquivir, a la salida de San Lúcar de Barrameda al océano Atlántico.
A Vázquez de Coronado se le conoce como el verdadero conquistador de Costa Rica por el papel pacificador que desempeñó al lado de los indígenas, ganándose su confianza y adhesión, empleando el diálogo en lugar de la violencia y entablando amistad entre españoles y aborígenes, además de que fue el que tuvo un mayor conocimiento del territorio costarricense.
Con su ausencia, los soldados españoles iniciaron la represión de los indígenas,
que se alzaron bajo el mando del cacique Turichiquí de Ujarrás,
y sitiaron Cartago en 1566.

### Perafán de Rivera y el reparto de encomiendas (1565-1573)
Con la trágica muerte de Vázquez de Coronado, muchos españoles optaron por abandonar el territorio costarricense, por lo que se nombró a un nuevo gobernador en 1566, Perafán de Rivera, cargo que asumió hasta 1568.
Una de sus primeras decisiones fue la de fundar un asentamiento en la costa oriental del golfo de Nicoya, al que llamó Aranjuez, y un puerto, La Ribera, cerca de la desembocadura del río Barranca, con el propósito de controlar a los huetares occidentales de ese litoral que eran leales al indómito Garabito. Perafán de Rivera también introdujo el primer hato de ganado vacuno (traído desde Honduras) que dio origen a la producción ganadera del país en el siglo XVI.
En 1569, Perafán de Rivera sometió a encomienda a los indígenas y repartió la tierra entre los colonos españoles de Cartago y Aranjuez, iniciando de este modo el periodo colonial.
El reparto hecho por Perafán de Rivera fue, de hecho, ilegal según las Leyes Nuevas promulgadas en 1542 (no podían entregarse encomiendas a particulares, sino solo a la Corona en la forma de su Tesorería Real, y esta era la encargada de distribuir los tributos a cada poblador),
sin embargo, fue la única forma de resolver el problema de la inestabilidad de los colonos, que entraban y salían del país con cada nuevo conquistador,
lo que finalmente abrió el camino para el desarrollo de la colonización española en el Valle Central. Sin embargo, al ser la expedición de Perafán la más reciente en ingresar al país, le fue otorgada la tierra que pertenecía a indígenas sin someter, por lo que su hueste se vio obligada a partir rumbo al Valle de la Estrella en busca de un nuevo territorio para fundar nuevas poblaciones. La expedición al Valle de la Estrella fue un fracaso por la gran oposición indígena (de todos los conquistadores, solo Vázquez de Coronado había logrado evitar ser atacado por los naturales de la costa atlántica), por lo que decidió atravesar la Cordillera de Talamanca y buscar la costa del Pacífico, adentrándose en el territorio de los buricas, donde fundó la ciudad de Nombre de Jesús a orillas del río Grande de Térraba. Esta fundación fue efímera debido a la larga peregrinación por selvas vírgenes, la lucha incesante contra el hambre, los obstáculos de una naturaleza terrible y la tenaz resistencia de los indígenas, además de que no existía voluntad de la Corona ni de los conquistadores para sufragar los requerimientos mínimos de una tercera ciudad. Tras la muerte de su esposa e hijo, más trece soldados, en Nombre de Jesús, Perafán de Rivera regresó a Cartago en 1572, y ese mismo año, trasladó la ciudad al sitio de Mata Redonda, en el oeste del actual San José. Nombre de Jesús fue abandonada y, finalmente, Perafán se fue del país en 1573.

## Balance de la conquista en la década de 1570

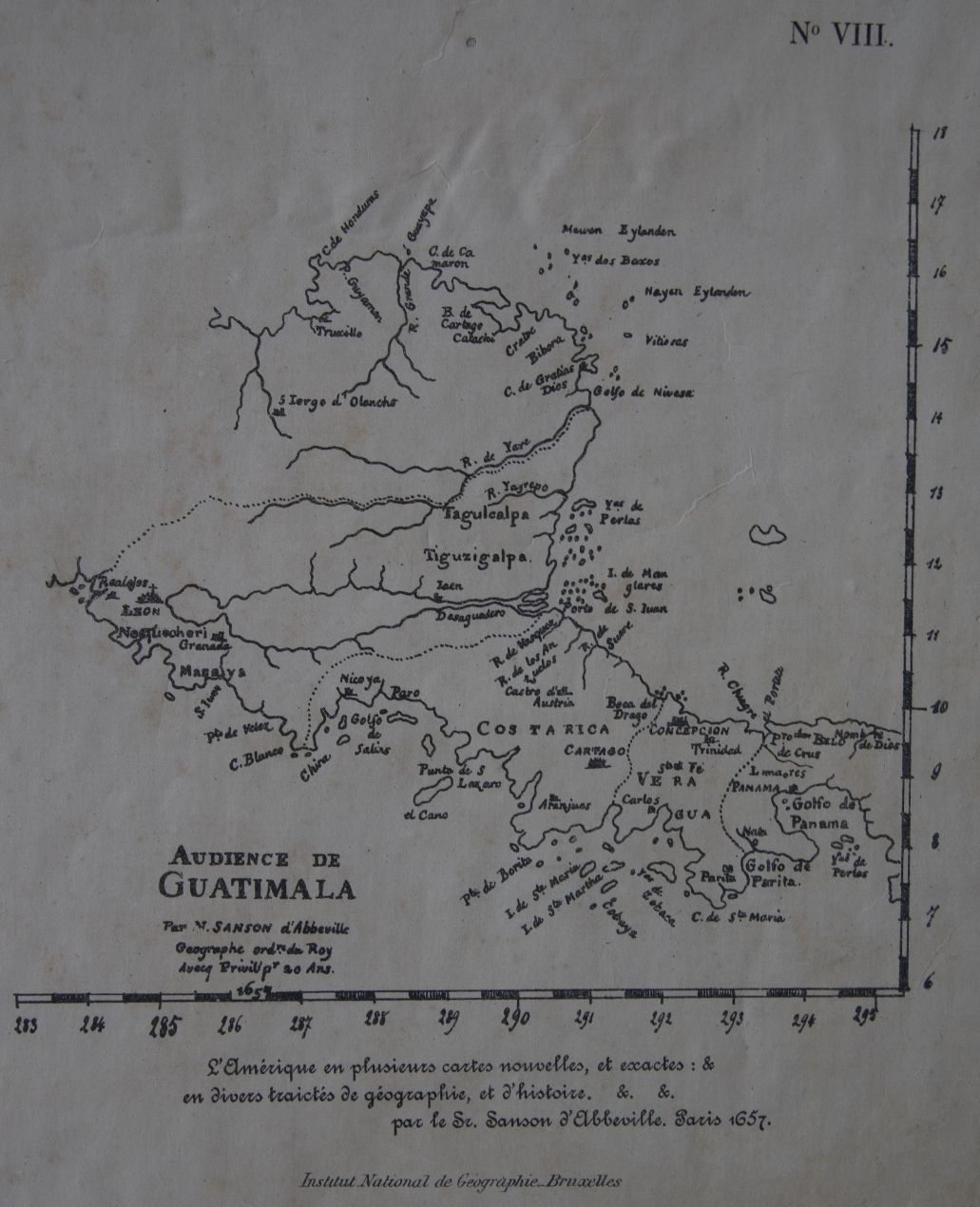
Mapa de la Audiencia de Guatemala con los límites de Costa Rica y Veragua, 1657.

La conquista española de Costa Rica fue tardía e incompleta, aunado ello a que la población indígena se vio diezmada drásticamente por diversos factores, entre los que se han citado la guerra, la explotación, pero sobre todo, las epidemias de enfermedades nuevas, contra las cuales el sistema inmunológico de los indígenas no tenía defensas (viruela, tifus, tosferina, sarampión, gripe). De 400 000 personas a principios de 1510, cayó a 120 000 habitantes en 1569 y a 10 000 en 1610.
Para mediados de la década de 1570, los españoles habían logrado, por un lado, la colonización efectiva del Valle Central al repartir a los indígenas del Valle del Guarco en buenas encomiendas (aunque la misma ciudad de Cartago no era más que un campamento con cuarenta soldados),
y por el otro, la fundación de un poblado más o menos permanente en Aranjuez, cerca del actual puerto de Caldera. Nicoya, no obstante, estaba en su poder desde 1520, durante la primera etapa de la conquista.
El carácter tardío del sometimiento de Costa Rica es visible ubicarlo en el contexto centroamericano. El istmo fue conquistado en un proceso convergente que partió de México y de Panamá entre 1519 y 1523. La fragmentación política del universo aborigen dificultó en extremo el control español, complicado a la vez por los conflictos entre los propios conquistadores. La anarquía prevaleciente fue el escenario de un primer ciclo económico entre 1536 y 1540, basado en la esclavización de los indígenas de Nicaragua y Nicoya, quienes fueron exportados, entre otros lugares, a las Antillas, al Golfo de Honduras y a Perú.
Al final del periodo de la conquista, por otro lado, en el sur y en las llanuras del norte del país, los pobladores autóctonos lograron evitar la dominación española y conservar su modo de vida apegado a sus tradiciones y creencias, por lo que tales zonas se constituyeron en zonas de refugio y resistencia para los indígenas que lograron sustraerse al dominio hispano.